# Sikinos
Sikinos (griechisch Σίκινος (f. sg.)) ist eine griechische Kykladeninsel. Sie bildet zusammen mit weiteren – unbewohnten – Eilanden eine Gemeinde innerhalb der Region Südliche Ägäis.

## Lage
Sikinos liegt in der südlichen Ägäis, 31 km nordwestlich von Santorin, 47 km östlich von Milos und 33 km südwestlich von Naxos. Die nächstgelege Insel Ios liegt 6,5 km östlich. Die Entfernung nach Folegandros beträgt 10 km. Dazwischen, in der Folegandros Sikinos Meerenge liegen die unbewohnten Inseln Kalogeros, Karavas, Kardiotissa, und Dyo Adelfia. Bei einer Fläche von 41,676 km² beträgt die Länge fast 14 km und die Breite maximal 4,7 km.
Sikinos ist eine der gebirgigsten Kykladeninseln. Die höchste Erhebung, der Berg Troulos in der Inselmitte, erreicht eine Höhe von 552 m. Auf der Nordwestseite durchzieht ein über 300 m hoher Bergrücken die Insel. Am Rande eines Felsenabhangs in etwa 270 m liegt der Hauptort Chora. Auf der Südseite der Insel befindet sich der Hafenort Alopronia.
Terrassenkulturen, die mit Trockensteinmauern (ξερολιθιές) angelegt wurden um die raue, gebirgige Insel landwirtschaftlich nutzen zu können und die Böden vor der Erosion winterlicher Regenfälle zu schützen, gehören seit der Antike zum Landschaftsbild.

## Mythologie
Ursprünglich hieß die Insel Oinoie und erhielt ihren späteren Namen von Sikinos, dem Sohn der Nymphe Oinoie und Thoas, dem König von Lemnos. Als die Frauen von Lemnos alle Männer töteten, verschonte Hypsipyle ihren Vater Thoas, verbarg ihn in einer Kiste und warf sie ins Meer. Fischer der Insel Oinoie fanden diese und brachten Thoas an Land. Dort zeugte er mit der Nymphe Oinoie Sikinos, der der Insel dann ihren Namen gab.

## Geschichte
Sikinos ist seit der mykenischen Zeit durchgehend besiedelt. Bereits der Geograph Skylax berichtete von der antiken Stadt Palaiokastro im Osten der Insel in der Nähe vom Kap Malta (Ακρωτήριο Μάλτα). Vermutlich war die Insel jedoch schon in prähistorischen Zeiten bewohnt. Eine ionische Besiedelung konnte ebenfalls nachgewiesen werden.
In der Antike war die Insel aufgrund des umfangreichen Weinbaus und der Qualität als Oinoe (Οινόη ‚Insel des Weins‘) bekannt, wie Herodot, Strabon und Ptolemäus berichteten. Nach kurzer persischer Besatzungszeit trat Sikinos im 5. Jahrhundert v. Chr. dem Attischen Seebund bei und hatte einen jährlichen Beitrag von 1000 Drachmen zu entrichten. Die Insel kam zu Beginn des 3. Jahrhunderts v. Chr. zuerst unter die Kontrolle der Ptolemäer und anschließend an das Königreich Makedonien. Infolge der Makedonisch-Römischen Kriege wurde sie von den Römern erobert und zum Verbannungsort. Mauerreste von öffentlichen Gebäuden und Tempel bei Agia Marina, südlich von Episkopi weisen auf eine Ansiedlung der hellenistischen und römischen Zeit hin. Ende des 4. Jahrhunderts n. Chr. kam die Insel zum Byzantinischen Reich.
Nach der Eroberung Konstantinopels während des Vierten Kreuzzuges gelangte Sikinos 1204 für kurze Zeit in den Einflussbereich der Republik Venedig. 1207 eroberte Marco Sanudo Sikinos und wurde dessen persönlicher Besitz im venezianischen Herzogtum Archipelagos. Erst mit der Errichtung des Kastro entstand wieder eine geschlossene Ortschaft, nachdem die Menschen während der byzantinischen Zeit zerstreut auf der Insel gelebt hatten. Nach der Einnahme durch die Byzantiner (1262) gelangte die Insel in den Besitz der Familie Dacoronia (1307–1464). Anschließend übernahm die bologneser Familie Gozzadini bis 1617 Sikinos, die seit der Eroberung durch die Flotte Chaireddin Barbarossas 1537 gegenüber der osmanischen Herrschaft tributpflichtig war. Mit einer vierjährigen Unterbrechung, als Sikinos während des russisch-türkischen Krieges zwischen 1770 und 1774 russisch war, befand sich die Insel bis 1821 unter der Kontrolle des Osmanischen Reiches. Mit dem Londoner Protokoll von 1829 wurde Sikinos wie die anderen Kykladeninseln Teil des neuen griechischen Staates.
Während des Zweiten Weltkrieges wurde Sikinos zuerst (1941–1943) von Italien und nach der Kapitulation von der deutschen Wehrmacht bis 1944 besetzt.

## Bevölkerungsentwicklung
| Jahr | Einwohnerzahl | Quelle                                    |
| ---- | ------------- | ----------------------------------------- |
| 1420 | verödet       | Buondelmondi                              |
| 1700 | kaum 200      | Tournefort                                |
| 1773 | 700           | Pasch van Krienen                         |
| 1837 | 700           | Ludwig Ross                               |
| 1896 | 697           | Meyers Großes Konversations-Lexikon, 1905 |
| 2011 | 273           | Volkszählung                              |

| Name      | griechischer Name   | Code       | 1920 | 1928 | 1940 | 1951 | 1961 | 1971 | 1981 | 1991 | 2001 | 2011 |
| --------- | ------------------- | ---------- | ---- | ---- | ---- | ---- | ---- | ---- | ---- | ---- | ---- | ---- |
| Sikinos   | Σίκινος (f. sg.)    | 6004000001 | 466  | 267  | 679  | 590  | 453  | 331  | 274  | 231  | 137  | 184  |
| Alopronia | Αλοπρόνοια (f. sg.) | 6004000003 |      |      | 009  | –    |      | –    | 016  | 036  | 101  | 089  |
| Vouni     | Βουνί (n. sg.)      |            | 190  | 382  |      |      |      |      |      |      |      |      |
| Gesamt    | Gesamt              | 6004       | 656  | 649  | 688  | 590  | 453  | 331  | 290  | 267  | 238  | 273  |

Zur Gemeinde Sikinos zählen die unbewohnten Inseln Avoladonisi, Kalogeros, Karavos und Kardiotissa.

### Die Orte
Sikinos

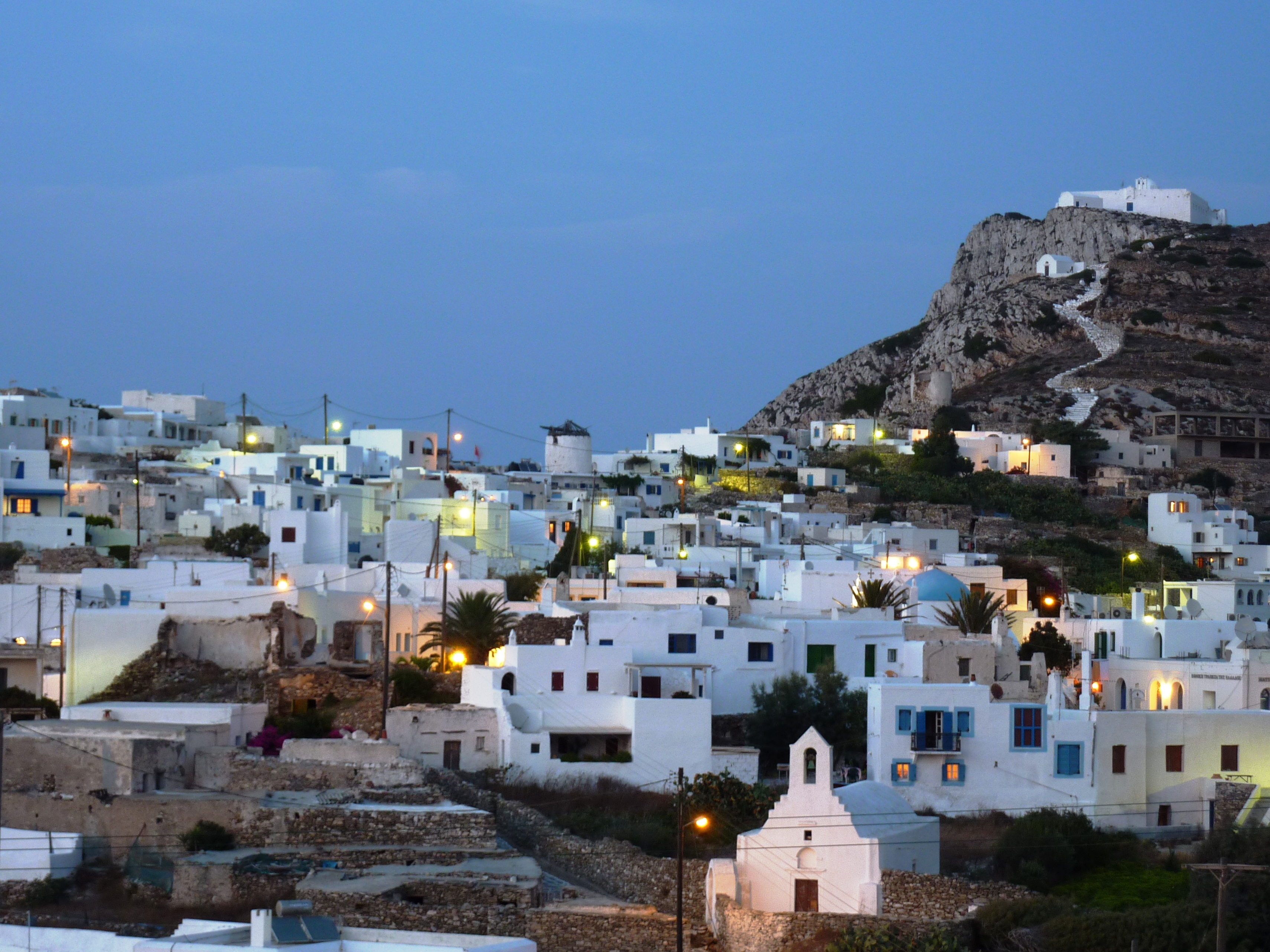
Kastro

Der Hauptort Sikinos, oft auch Chora genannt, besteht aus den zwei Ortsteilen Kastro und Chorio. Wahrscheinlich wurde in der zweiten Hälfte des 15. Jahrhunderts im Norden in unmittelbarer Nähe eines steilen Felsabbruchs auf etwa 270 m Höhe mit dem Bau des Kastro (Κάστρο της Σικίνου), dem heutigen Kern von Chora begonnen. Das Kastro wurde nach dem typischen Muster befestigter Kykladendörfer errichtet. Der rechteckige Grundriss beträgt etwa 60 m von 70 m. Ursprünglich war der Zugang zum Kastro nur über zwei Eingänge, das Haupttor Porta (Πόρτα) und ein kleineres Seitentor Paraporti (Παραπόρτι), möglich. Das Haupttor wurde während der italienischen Besatzung (1941–1943) abgebrochen. Mit Ausnahme der Kirche Timios Stavros (Τιμίου Σταυρού) oder Pantanassa (Παντάνασσας) wurden auch alle Gebäude im Kastro abgerissen.
Alopronia
Der relativ junge Hafenort Alopronia, auch Ano Pronia (Άνω Πρόνοια), liegt auf der Südseite etwa 3,5 km von Chora entfernt. Während der letzten Jahre hat sich Alopronia aufgrund der Nähe zu den wenigen Stränden der Insel zu einem bescheidenen Ferienort entwickelt.

## Sehenswürdigkeiten
Episkopi
Episkopi (Επισκοπή) liegt im Südwesten der Insel etwa 4 km südwestlich von Chora in der Nähe steiler Klippen, auf etwa 270 m Höhe.
Bereits 1771 war der Holländer Pasch van Krienen auf Sikinos und berichtete in seinen Aufzeichnungen von einem Tempel. Nachdem der Mineraloge Karl Gustav Fiedler nach seinen Reisen durchs Königreich Griechenland Ludwig Ross in Athen von dem Tempel berichtete, wurde das Heiligtum erstmals von Ross archäologisch untersucht. Dabei war sich Ross sicher, dass es sich um den Tempel des Apollon Pythios der antiken Stadt Sikinos handelt, da in der Nähe Inschriften aufgefunden wurden, die auf einen Tempel hinwiesen.

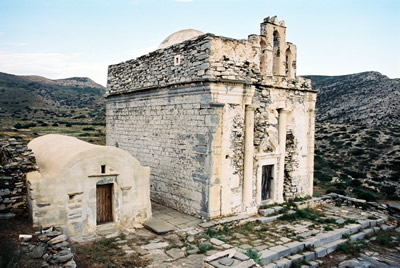
Die Kirche Kimisis tis Theotokou in Episkopi (Juni 2004)

 Der Komplex besteht aus der Kirche Kimisis tis Theotokou (Κοίμησης της Θεοτόκου Entschlafung der Gottesgebärerin), der byzantinischen Kapelle Agia Anna (Αγία Άννα) sowie verfallenen Zellen und anderen Gebäuden.
Das ursprüngliche Gebäude, mit den Außenmaßen von etwa 10 × 7 m war ein römisches Mausoleum, dessen Typ sich im 2. und 3. Jahrhundert n. Chr. in der Ägäis und im Südwesten Kleinasiens durchsetzte. Vermutlich zum Ende des 7. Jahrhunderts erfuhr das Gebäude einen Umbau zu einer frühchristlichen Kirche.
Ihre heutigen Form erhielt die Kirche in der spätbyzantinischen Zeit in der zweiten Hälfte des 17. Jahrhunderts, nachdem ein Erdbeben schwere Schäden verursachte und das Gewölbe über der Cella zum Einsturz brachte. Die Cella wurde mit einer aus zwölf Segmenten bestehenden Kuppel überbaut. An der Ostmauer wurde eine kleine Apsis angebaut und die ehemals offene Westfassade mit Mauerwerk versehen. In der Apsis wurde eine Ikonostase eingefügt. Das Kloster entstand zur gleichen Zeit im Umfeld der Kirche. Der Glockenturm stammt wahrscheinlich vom Anfang des 18. Jahrhunderts. Die einzig erhaltene Glocke ist mit dem Namen der venezianischen Glockengießerfamilie de Polis in einer für das frühe 18. Jahrhundert typischen Weise signiert und die einzig bekannte außerhalb der Adria.
Etwas südwestlich in der Gegend bei der Kapelle Agia Marina (Αγία Μαρίνα) zeugen Mauerreste, Marmorteile sowie Keramikscherben von der antiken Stadt Sikinos.

### Kirchen
Das Kulturministerium hat auf den Kykladen nachbyzantinische Kirchen zu Denkmälern erklärt. Auf Sikinos sind dies neben der Hauptkirche Timios Stavros (Τιμίου Σταυρού, Μητρόπολις) und dem Kloster Zoodochos Pigi (Μονή Ζωοδόχου Πηγής) sieben weitere Kirchen.

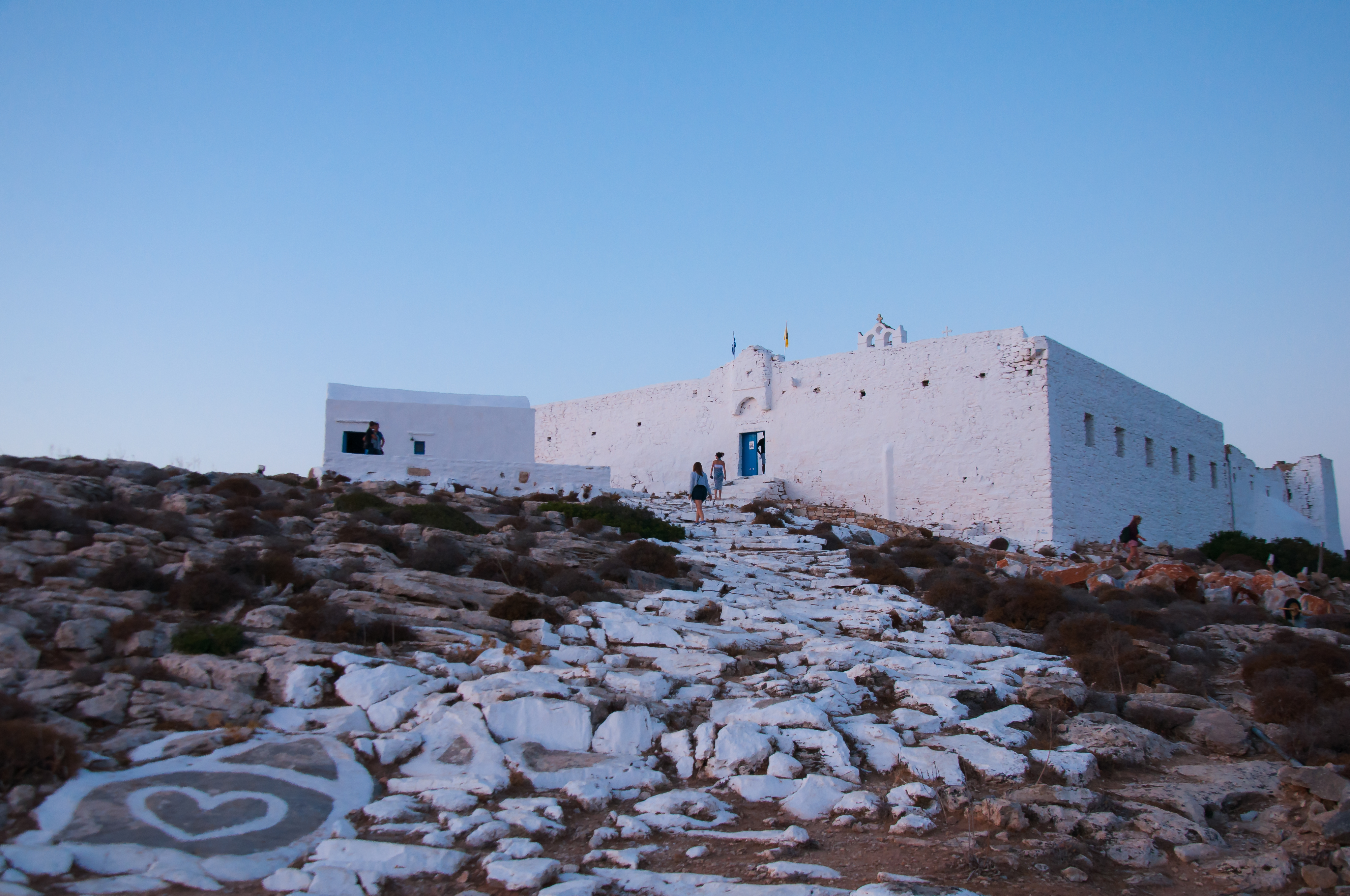
Kloster Zoodochos Pigi
Das festungsartig angelegte Marienkloster Zoodochos Pigi (Μονή Ζωοδόχου Πηγής ‚Lebenspendende Quelle‘), auch Chrysopigi genannt, liegt etwa 300 m etwas erhöht östlich von Kastro. Das 1834 aufgegebene Kloster wurde 1690 gegründet und bot einst Schutz vor Piratenüberfällen.

### Museen
Byzantinisches Museum
Das kleine Byzantinisches Museum (Βυζαντινό μουσείο) liegt am Hauptplatz von Chora. Es werden spätbyzantinische Ikonen der Insel gezeigt, die der kretischen Schule zugerechnet werden.
Volkskundliches Museum
Das Volkskundliche Museum (Λαογραφικό μουσείο) ist in einer ehemaligen Ölmühle in Chorio untergebracht.

### Sonstige
Mavri Spilia
Bei der Mavri Spilia (Μαύρη Σπηλιά ‚Schwarze Höhle‘) handelt es sich um eine der größten Höhlen der Kykladen. Die Höhle liegt unterhalb des Klosters Chrysopigi und ist nur mit dem Boot zu erreichen.

## Verkehr
Erst in den 1980er Jahren wurde der Hafen gebaut. Bis dahin wurde der Waren- und Passagiertransfer zum Schiff mit kleinen Booten verrichtet. Bis vor wenigen Jahren war die heute asphaltierte Straße zwischen Alopronia und Chora der größte gepflasterte Weg der Kykladen. Sikinos ist nur mit der Fähre zu erreichen, die Insel verfügt zusätzlich über einen Hubschrauberlandeplatz.

## Naturschutz
Der Süden und das Gebiet um das Ostkap sind als Natura-2000-Gebiet Folegandros Ost bis Sikinos West (Φολέγανδρος ανατολική μέχρι δυτική Σίκινο) GR 4220004 ausgewiesen und zugleich als Teil des IBA-Gebietes („Important Bird Area“) GR 157 Ios, Sikinos, Folegandros Island Group eingestuft.